# Gosford Park
Gosford Park er en film fra 2001 af den amerikanske instruktør Robert Altman. Der er formelt tale om et kriminalplot på et engelsk gods i 1932, men filmen illustrerer også relationerne mellem overklassen og dens tjenestefolk. Der er ikke egentlige hovedpersoner i filmen, selv om tjenestepigen Mary (spillet af Kelly MacDonald) ofte er involveret i de små intriger og problemer.

## Handling
Filmen udspiller sig over en weekend på det engelske gods Gosford Park i år 1932. Værtsparret, sir William McCordle (Michael Gambon) og lady Sylvia (Kristin Scott Thomas), har inviteret deres enorme familie og vennekreds på jagtweekend. Der er hele 44 taleroller.
Blandt de inviterede er Sylvias snobbede tante, grevinde Constance (Maggie Smith), der trods sin aristokratiske fremtræden er afhængig af sir Williams økonomiske velvilje. Morris Weissman (Bob Balaban) er den homoseksuelle Hollywood-instruktør, der er i England for at researche før en Charlie Chan-film. Med sig har han filmstjernen Ivor Novello (Jeremy Northam) samt den mystiske yndling Henry Denton (Ryan Phillippe). 
I underetagen holder tjenestefolkene til. Blandt de fremtrædende er tjenestepigernes overhoved, mrs. Wilson (Helen Mirren), butleren Jennings (Alan Bates), stuepigen Elsie (Emily Watson), Constances kammerpige Mary MacEachran (Kelly MacDonald) og lord Stockbridges kammertjener Robert Parks (Clive Owen). 
I filmens indledning skildres klasserne og miljøet. Overhovedet i selskabet er sir William, der har tjent en formue på krigen. Flere af aristokraterne er økonomisk afhængige af den bryske vært, der med sin person skaber frygt og konflikter. 
Tjenestefokene er tæt knyttet til deres herrer og fruer og har på den måde deres egen hakkeorden. Deres rolle er at opsnappe sladderen på øverste etage og bringe den ud i krogene af Gosford til deres herrer, fruer og de andre tjenestefolk – på Gosford Park er der altid en, der lytter.
Filmen indledes således i et klassisk upstairs/downstairs-setup. Men omtrent midtvejs bliver sir William myrdet, og filmen ændrer karakter i retning af en krimi-komedie.
Den fremmødte politiinspektør Thompson (Stephen Fry) er en parodi på en klodset Hercule Poirot, der ikke har en chance for at opklare forbrydelsen (eller forbrydelserne) i et selskab, hvor mere end halvdelen af gæsterne har et oplagt motiv. 
Sladderen går på tværs af klasserne og finder Mary, der ironisk nok er en af de yngste og mest uerfarne i selskabet. Hun finder ud af, hvem morderen er, men vælger af gode grunde at lade sagen forblive uløst.

## Medvirkende

### Overklassen
- Michael Gambon – Sir William McCordle, en nyrig aristokrat, der nyder at kunne trække i snorene i sine omgivelser.
- Kristin Scott Thomas – Lady Sylvia, Sir Williams kone, meget yngre end han og ikke lykkelig i ægteskabet.
- Maggie Smith – Grevinde Constance af Trentham, Sylvias tante, der primært lever i kraft af sin aristokratiske baggrund, men økonomisk er i lommen på Sir William.
- Camilla Rutherford – Isobel, William og Sylvias datter.
- Natasha Wightman – Lady Lavinia Meredith, Sylvias søster.
- Tom Hollander – Anthony Meredith, Lavinias mand, der har forretninger med sir William.
- Geraldine Somerville – Lady Louisa Stockbridge, Sylvias anden søster, der har giftet sig under sin stand.
- Charles Dance – Lord Raymond Stockbridge, Louisas mand, lever på sin status som krigshelt.
- James Wilby – Freddie Nesbitt, en livsnyder, der har giftet sig under sin stand for at få del i konens families penge, men som nu er træt af hende.
- Claudie Blakley – Mabel Nesbitt, Freddies kone, der ses ned på af de øvrige, bortset fra Ivor.
- Laurence Fox – Lord Rupert Standish, søn af en markis, der er interesseret i Isobel, primært for hendes penges skyld.
- Trent Ford – Jeremy Blond, lord Ruperts ven.
- Jeremy Northam – Ivor Novello, sir Williams fætter, berømt skuespiller fra Hollywood (en virkelig person).
- Bob Balaban – Morris Weissman, filmproducer, der følger med Ivor og laver research til sin kommende film.

### Tjenestefolk
- Alan Bates – Jennings, butler på godset.
- Helen Mirren – Mrs. Wilson, husbestyrerinden, der er perfekt til sit job.
- Eileen Atkins – Mrs. Croft, kok, der viser sig at være mrs. Wilsons søster.
- Ryan Phillippe – Henry Denton, Morris Weissmans tjener, men afsløres som skuespiller på research og senere behandles med foragt af de øvrige tjenestefolk.
- Emily Watson – Elsie, stuepige, der har et forhold til sir William.
- Richard E. Grant – George, lakaj.
- Clive Owen – Robert Parks, lord Ruperts kammertjener, der viser sig at have forbindelse til andre af personerne.
- Derek Jacobi – Probert, sir Williams kammertjener.
- Kelly MacDonald – Mary Maceachran, grevinden af Trenthams tjenestepige, der primært er blevet dette, fordi hun er ung og dermed billig i løn. Hun viser sig dog at være ganske kvik.
- Sophie Thompson – Dorothy, køkkenpige.
- Meg Wynn Owen – Lewis, lady Sylvias tjenestepige.
- Teresa Churcher – Bertha, en buttet køkkenpige, der stiller sig seksuelt til rådighed for flere af mændene fra herskabet.

### Øvrige
- Stephen Fry – Inspektør Thompson, der er komisk og ganske uduelig.
- Ron Webster – Dexter, en mere kløgtig betjent.

## Produktion
Filmen blev optaget med to kameraer kørende i hver eneste scene for at undgå, at skuespillerne kom til at spille til kameraet. Samtidig var kameraerne konstant i bevægelse, nogle gange ganske langsomt. 
Lyden blev optaget ved hjælp af skjulte mikrofoner placeret på hver skuespiller, hvilket var en teknik, Altman havde brugt siden sin film Et bryllup fra 1978.
Der er referencer til andre film i Gosford Park. Figuren Ivor Novello var en virkelig skuespiller, der efter succes i England fik en vis succes i Hollywood også. Som i filmen var Novello en glimrende sanger og komponist. Den film, som Weissman laver research til, kaldes Charlie Chan i London, og en sådan film findes faktisk med en historie, der foregik på et engelsk gods. Weissman er dog opfundet, og produceren til den rigtige film hed John Stone. Endelig har Gosford Park på flere punkter referencer til Jean Renoirs Spillets regler fra 1939, ikke mindst jagtscenen.

## Modtagelse
Filmen blev en stor succes for den aldrende Robert Altman, og han fik to af sine talrige Oscar-nomineringer for filmen. Han fik dog aldrig en Oscar for bedste instruktion eller film, men nåede at få en æres-Oscar i 2006 (han døde senere på året).
Filmen blev overdænget med Oscar-nomineringer: Bedste film, bedste instruktør, bedste kostumer, bedste kvindelige birolle (både Maggie Smith og Helen Mirren), samt bedste originalmanuskript. Det blev kun til en Oscar, nemlig Oscar for bedste originale manuskript til Julian Fellowes. Det blev til adskillige andre nomineringer og vundne priser. I Danmark vandt filmen Robert for årets amerikanske film og blev nomineret til en Bodilpris for bedste amerikanske film.
Økonomisk var filmen succesfuld med 41 millioner dollars i indtjening på et halvt år i USA alene. Også i Europa solgte filmen fremragende.